# ميليسا بيل
ميليسا بيل (بالإنجليزية: Melissa Bell)‏ هي مغنية بريطانية، ولدت في 5 مارس 1964، وتوفيت في 28 أغسطس 2017.

## وصلات خارجية
- ميليسا بيل على موقع ميوزك برينز (الإنجليزية)
- ميليسا بيل على موقع أول ميوزيك (الإنجليزية)
- ميليسا بيل على موقع ديسكوغز (الإنجليزية)